# ترشيح الدم
في الطب، ترشيح الدم (haemofiltration)، هو أحد علاجات البدائل الكلوية مماثلة لغسيل الكلى والذي يستخدم بشكل حصري تقريبا في العناية المركزة. وبالتالي، يتم استخدامه دائما تقريبا في القصور الكلوي الحاد. ذلك هو العلاج المستمر البطيء في جلسات (دروات العلاج) التي عادة ما تستمر بين 12 إلى 24 ساعة، وعادة ما يتم تنفيذها يوميا. خلال ترشيح الدم، يتم تمرير دم المريض عبر مجموعة من الأنابيب (دائرة الترشيح) عبر آلة لغشاء نصف نفوذ (فلتر) حيث تتم إزالة الفضلات والماء. يضاف سائل الاستبدال ويرجع الدم إلى المريض.

## مبدأ ترشيح الدم
كما هو الحال في غسيل الكلى، ترشيح الدم يحقق حركة المواد المذابة عبر غشاء شبه نفوذ. ومع ذلك، تخضع حركة المذاب مع ترشيح الدم للحمل بدلا من الانتشار، كما لا يتم استخدام محلول الغسل الذي يستخدم في الغسيل الكلى. بدلا من ذلك، الضغط الهيدروستاتيكي الإيجابي يدفع الماء والمواد المذابة (المحلول) عبر غشاء تصفية الدم من حجرة الدم إلى حجرة الترشيح، الذي تجتمع فيه . المواد المذابة على حد سواء الصغيرة والكبيرة تسحب من خلال الغشاء بمعدل مماثل مع تدفق المياه الناجم عن الضغط الهيدروستاتيكي. وبالتالي الحمل يتغلب على خفض معدل إزالة المواد المذابة الكبيرة (بسبب من بطء أنتشار الجزيئات الكبيرة) كما في غسيل الكلى.

## استبدال تركيبة الدم
يتم إضافة السائل استبدال متوسط الضغط الإسموزي (ISOTONIC) إلى الدم لتحل محل حجم السوائل والشوارد أو الكهارل المفقودة. يجب أن يكون السائل المستبدل عالي النقاء، لأنه سينساب مباشرة مع الدم من خارج الجسم. السائل المستخدم للتعويض عادة ما يحتوي على لاكتات أو خلات كقاعدة توليد البيكربونات، أو بيكربونات نفسها. استخدام اللاكتات يمكن أن تكون مزعجة في بعض الأحيان في المرضى الذين يعانون من الحماض اللبني أو يعانون من أمراض الكبد الشديدة، لأنه في مثل هذه الحالات تحويل لاكتات بيكربونات يمكن أن يتعطل. في مثل هؤلاء المرضى استخدام بيكربونات يكون أفضل.

## غسل وترشيح دموي
يستخدم ترشيح الدم أحيانا بالاشتراك مع غسيل الكلى، وعندها يطلق عليه غسل-ترشيح دموي hemodiafiltration. يتم ضخ الدم من خلال مقصورة دم في المرشح بتدفق عالي، ويستخدم نسبة عالية من الترشيح الفائق، لذلك هناك نسبة عالية من حركة المياه والأملاح من الدم إلى محلول الصرف (الديالة) التي يجب أن يحل محلها السوائل للتعويض التي تنساب مباشرة إلى الدم. ومع ذلك، محلول غسيل الكلى هو أيضا يدور من خلال مقصورة الصرف (الديالة) من المرشح (مديال). مزيج مفيد من الناحية النظرية لأنه يؤدي إلى إزالة جيدة لكلا المواد المذابة كبيرة وصغيرة الوزن الجزيئي بوقت قليل نسبيا.

## روابط خارجية
- http://vam.anest.ufl.edu/dialysis/ A free interactive simulation of a CVVH machine
- Treatment Methods for Kidney Failure - (American) National Institute of Diabetes and Digestive and Kidney Diseases (NIDDK), NIH
- European Kidney Patients' Federation (CEAPIR)